# 레알 마드리드 TV
레알 마드리드 TV는 제한적인 레알 마드리드 전용 디지털 텔레비전 채널이다. 채널은 스페인어와 영어로 제공된다. 레알 마드리드 채널의 메인 리포터는 노하 모스타파 아담이다. 레알 마드리드의 훈련장인 발데베바스의 시우다드 레알 마드리드에 위치해 있다.

## 콘텐츠
레알 마드리드 TV는 선수, 스탭들과의 인터뷰, 라 리가를 포함한 전체 경기 영상, 리저브와 아카데미 클럽 경기 생 중계 및 축구 뉴스와 "클래식" 경기 등의 프로그램이 진행되고 있다. 이 TV는 레알 마드리드의 프레시즌 경기도 중계한다. 